# Affaire Scala

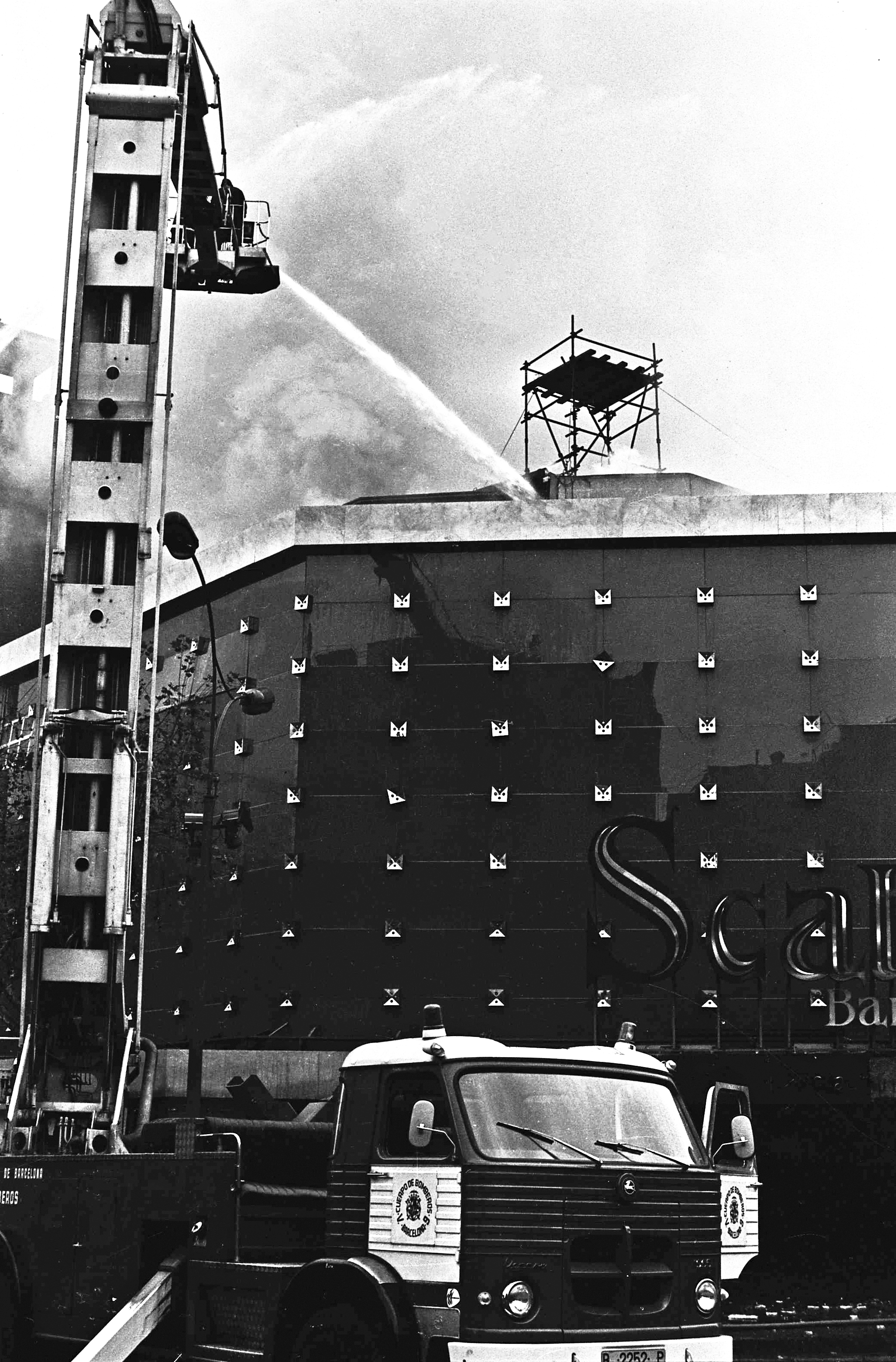
Les secours tentant d'éteindre l'incendie de la ScalaL

L’affaire Scala (en espagnol, Caso Scala) est une affaire judiciaire autour de l'incendie de la salle de spectacles Scala de Barcelone le 15 janvier 1978 au cours duquel quatre ouvriers ont perdu la vie.
Les autorités politiques espagnoles tentèrent de rendre responsables de l'incendie les organisations anarcho-syndicalistes, Confédération nationale du travail (CNT) et anarchiste, Fédération anarchiste ibérique (FAI).
Il s'agissait en fait d'une manipulation visant à discréditer le mouvement libertaire, alors en pleine expansion après la fin du franquisme et permettant sa répression.

## Les faits
Durant la matinée du 15 janvier 1978, il y eut à Barcelone une manifestation légale de la CNT réunissant 15 000 personnes. Contrairement aux autres syndicats (UGT et CC.OO.), les membres de la CNT s'opposent au Pacte de la Moncloa car jugé préjudiciable pour la classe ouvrière (flexibilisation et précarisation du marché du travail en faveur d'une réforme néolibérale).
À la fin de la manifestation, vers 13 heures 15, un groupe de jeunes lancent quelques cocktails Molotov contre la façade en pierre de la salle Scala. D'après la police, c'est cela qui provoque l'incendie et l'effondrement de tout l'édifice causant la mort de quatre ouvriers – Ramón Egea, Juan López, Diego Montoro et Bernabé Bravo -, paradoxalement affiliés à la CNT et qui se trouvent dans l'immeuble au moment de l'incendie.
Les médias spéculent sur l'identité des auteurs de l'incendie, mais très vite, dès le mardi 17 janvier, la police annonce par un communiqué que les coupables ont été arrêtés. Il s'agirait d'anarchistes proches de la CNT. 
« Un commando de la FAI (Federación Anarquista Ibérica), constitué de trois personnes chez qui l’on a trouvé de la documentation qui prouve qu'ils sont membres de la CNT, est l'auteur, selon la préfecture de police, de l'attentat contre la salle Scala. (Agence de presse Pyresa) »
En tout, sept personnes sont arrêtées à Barcelone, mais la police procède aussi à d’autres mises en détention, une centaine environ, dans les localités de Rubi et de L’Hospitalet. Le communiqué parle d’un commando anarchiste présenté comme le bras armé de la centrale anarcho-syndicaliste.
Espoir, le journal de la CNT française de l'époque, publie à Toulouse la preuve que des collaborateurs de la police sont impliqués dans l'incendie, ayant été infiltrés dans le syndicat CNT juste avant les faits.
Du matériel incendiaire aurait été disposé à l'avance dans l'immeuble, de simples cocktails Molotov lancés contre une façade en pierre ne pouvant pas être à l'origine d'un incendie qui fit s'effondrer tout le bâtiment, sauf la façade.

## Procès judiciaires
Le procès de l'affaire Scala eut lieu en décembre 1980. Les avocats de la défense (Loperena, Palmés, Krauel et Seguí) demandent que le ministre Rodolfo Martín Villa, responsable de la police à l'époque des faits, comparaisse. Mais il refuse. La position de la défense est de dénoncer un montage policier orchestré à travers des indicateurs infiltrés dans la CNT avec comme objectif de discréditer le syndicat parmi la classe ouvrière et enrayer ainsi sa constante progression en Catalogne (plus de 100 000 risques majeurs affiliés à l'époque) et en Espagne (300 000 affiliés revendiqués). La confédération syndicale CNT constitue alors une opposition sérieuse aux divers pactes en cours entre les franquistes et la gauche institutionnelle (Parti socialiste, Parti communiste et syndicats UGT et CC.OO.) dans le processus de la « Transition démocratique ».
Le verdict judiciaire condamne José Cuevas, Xavier Cañadas et Arturo Palma a dix-sept ans de prison pour homicide involontaire et fabrication d'explosifs. Luis Muñoz est condamné à deux ans et demi de prison pour complicité, et Rosa López à cinq mois. Le recours de la défense devant le Tribunal suprême fut rejeté.
Avec le temps, de nouveaux éléments sont apparus et l'on a révélé le rôle décisif joué dans cette affaire par l'agent infiltré et indicateur de la police Joaquín Gambín, dit el Grillo (« le grillon »), aussi connu comme el Rubio (« le blond ») ou el Legionario. C'est lui qui s'est infiltré dans la CNT pour diriger l'attentat. La pression de la presse sur la police et l'absence de Gambín au cours du procès font que le doute s'installe sur les véritables causes de l'attentat, provoquant même des dissensions entre les procureurs (Ministerio Fiscal) et des membres de la magistrature. Finalement, en 1981, Gambín est arrêté par la police après un échange de coups de feu à Valence. L'affaire Scala s'ouvre de nouveau.
Le deuxième procès de l'affaire Scala, en décembre 1983, n'a qu'un seul accusé : Joaquín Gambín. Le verdict le condamne à sept ans de prison pour s'être rendu à la manifestation avec des armes et pour préparation d'explosifs.
La CNT a toujours présenté cette affaire comme une manœuvre du gouvernement pour freiner la popularité croissante du syndicat anarchiste. Cette affaire porta un grave préjudice à la CNT, qui vit beaucoup d'affiliés s'éloigner,.
Le magazine Polémica résume ainsi l'affaire : « Il était évident que la police ne recherchait rien ni personne - elle avait déjà les coupables -, le seul but était d'intimider la CNT et de faire s'éloigner de l'organisation syndicale des milliers de travailleurs affiliés qui, bien qu'en accord avec la ligne politique des anarcho-syndicalistes, n'étaient pas disposés à les suivre au point d'affronter une répression policière de cette envergure. La situation était vraiment périlleuse et les arrestations fréquentes créèrent une grande insécurité parmi les affiliés. L'image de la CNT s'est vue détériorée par cette affaire car une grande partie de l'opinion publique croyait vraiment que la CNT et les anarchistes étaient impliqués dans l'incendie. Si l'on ajoute à cela les nombreuses agressions de la part de groupes fascistes protégés par le pouvoir, on peut se faire une idée de la situation. Être libertaire à cette époque était quelque chose d'assez désagréable. Les médias rendirent les idées anarchistes impopulaires, tandis que la police et les groupes d'extrême droite les rendirent dangereuses. (Magazine Polémica : El Caso Scala. Un proceso contra el anarcosindicalismo). »

## Commentaire
Selon Arnaud Dolidier, dans la revue Essais éditée par l'Université Bordeaux Montaigne : « Les historiens qui se sont penchés sur l’affaire Scala ont mis en évidence l’idée d’une attaque conçue et pilotée par les instances de l’État pour déstabiliser le mouvement libertaire dans son ensemble, et la CNT en particulier. C’est l’explication qu’apporte l’historien Bernat Muniesa, mais également Juan Alcalde ou encore José Luis Gutiérrez Molina. Ces travaux reprennent l’idée du complot avancée par les instances officielles de la CNT de l’époque et mettent en évidence le fait qu’avec son rejet du pacte social, celle-ci représentait un danger pour le gouvernement qui recherchait la stabilité et tentait de mettre fin aux mobilisations ouvrières. L’idée du complot s’appuie sur les enquêtes internes effectuées par le syndicat, qui mettent au jour des indices prouvant les infiltrations policières au sein de ses structures. Joaquin Gambin est un indicateur de la police, recruté par la Brigade d’Information (ancienne Brigade politico-sociale) et par sa cellule anti-anarchiste dirigée par José Maria Escudero Tejada. Cet indicateur est déjà à l’origine de l’arrestation de 54 militants en janvier 1977 qui voulaient reconstruire la FAI. Volatilisé, on le retrouve à Barcelone en janvier 1978. Après avoir infiltré un groupe de jeunes cénétistes, il les incite à commettre une action violente, pour disparaître à nouveau. Par ailleurs, l’enquête de la CNT et de ses avocats montre que l’incendie du bâtiment n’a pas pu être causé par de simples cocktails Molotovs. De manière générale, le procès est parsemé d’incohérences et d’irrégularités.».